# كايل ووكر-بيترز
كيلي ولكر بيترس (بالإنجليزية: Kyle Walker-Peters)‏ (13 أبريل 1997 المملكة المتحدة - ) هو لاعب كرة قدم بريطاني، يلعب كمدافع.

## روابط خارجية
- كايل ووكر-بيترز على موقع الاتحاد الأوربي (الإنجليزية)
- كايل ووكر-بيترز على موقع إي إس بي إن إف سي (الإنجليزية)
- كايل ووكر-بيترز على موقع قاعدة بيانات كرة القدم.إي يو (الإنجليزية)
- كايل ووكر-بيترز على موقع ناشيونال فوتبول تيمز (الإنجليزية)
- كايل ووكر-بيترز على موقع Soccerbase.com (لاعب) (الإنجليزية)
- كايل ووكر-بيترز على موقع Soccerway.com (الإنجليزية)
- كايل ووكر-بيترز على موقع عالم كرة القدم.نت (الإنجليزية)
- كايل ووكر-بيترز على موقع AS.com (الإسبانية)